# Operophtera harrisoni
Operophtera harrisoni är en fjärilsart som beskrevs av Louis Beethoven Prout 1936. Operophtera harrisoni ingår i släktet Operophtera och familjen mätare. Inga underarter finns listade i Catalogue of Life.